# Křivoklát
Křivoklát település Csehországban, Rakovníki járásban. Křivoklát Roztoky, Městečko, Velká Buková és Zbečno településekkel határos. Lakosainak száma 678 fő (2024. január 1.).

## Népesség
A település lakosságának változását az alábbi diagram mutatja:
| Lakosok száma | 920  | 902  | 800  | 762  | 689  | 677  | 691  | 679  | 693  | 678  |
|               | 1869 | 1890 | 1921 | 1950 | 1980 | 2001 | 2017 | 2019 | 2022 | 2024 |